# 栗色 (馬)

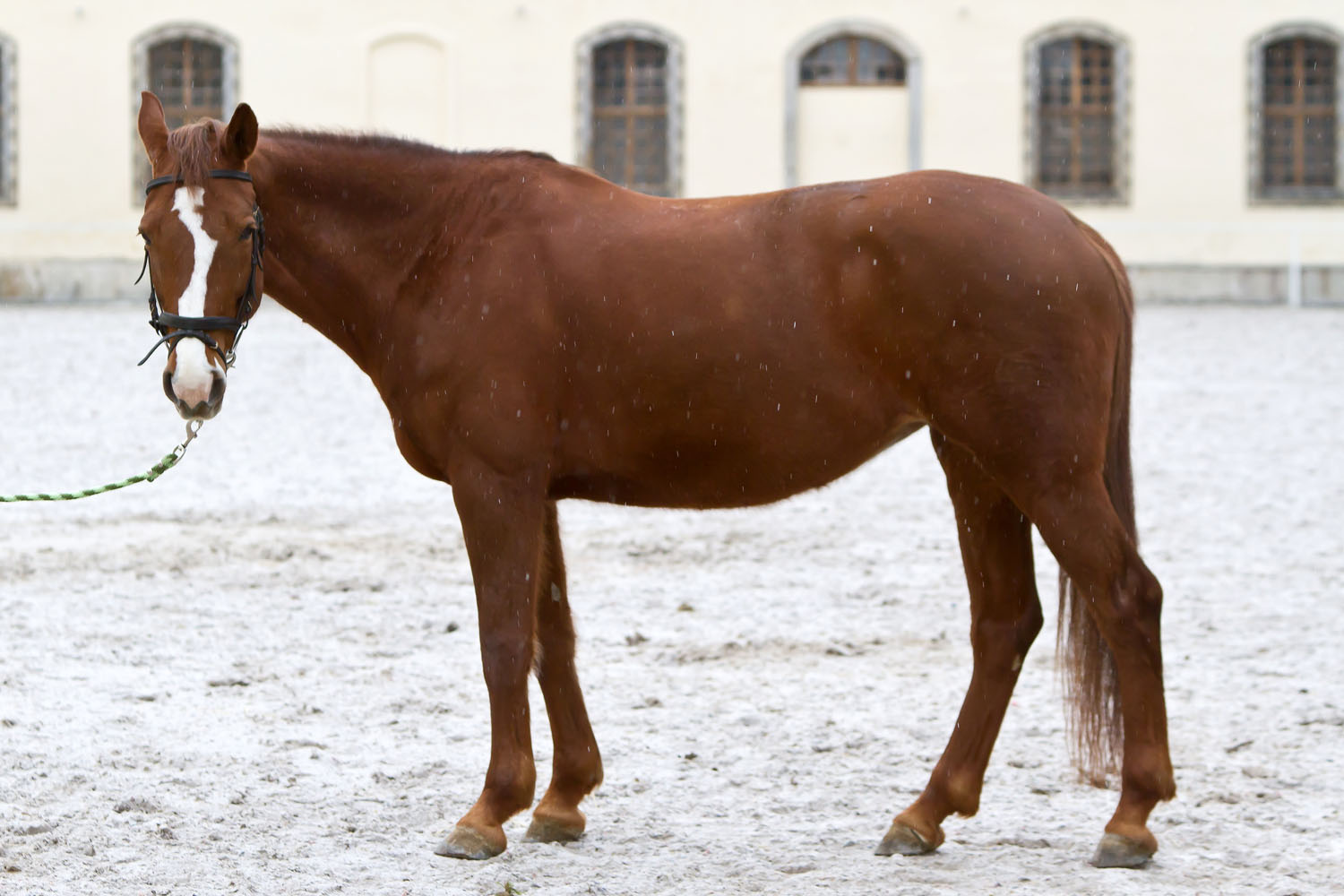

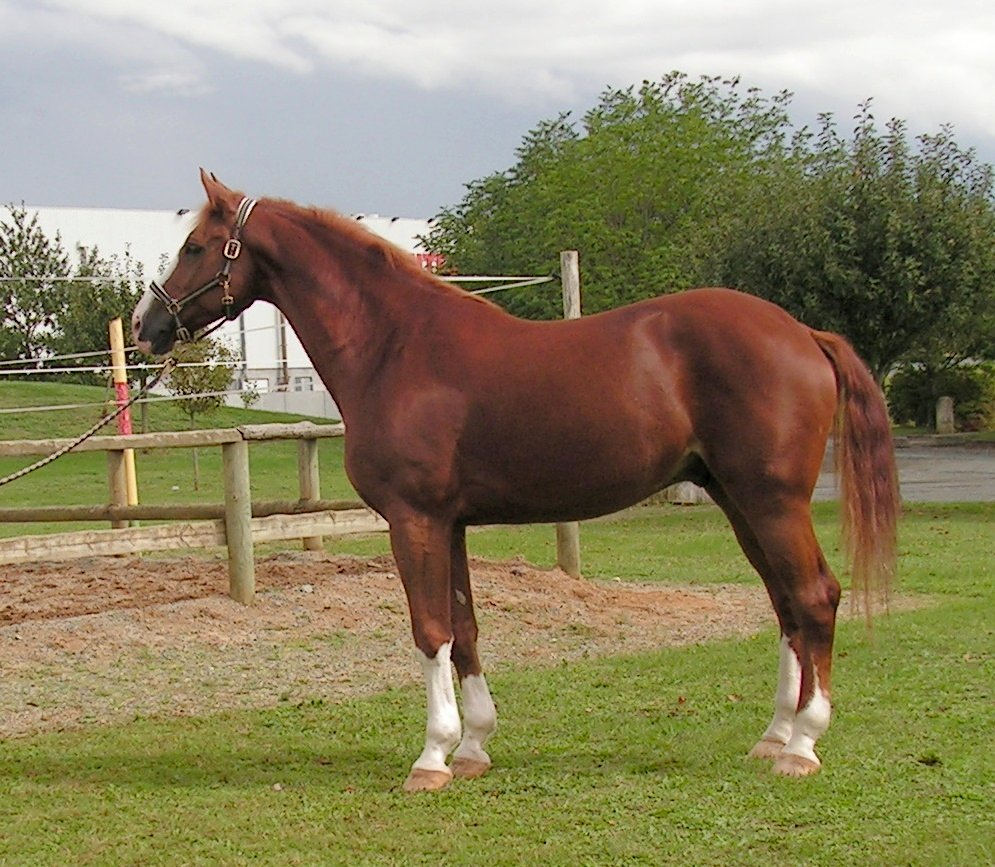

栗色是馬的其中一種毛色，與其他毛色黑色、白色的馬匹為主要的馬匹毛色。

## 特徵
馬匹身上毛髮，四肢，鬃毛和尾毛的毛髮皆為栗色，而皮膚是黑色及深色的眼睛。

## 原因
在馬匹的毛色上擁有MC1R 基因為隱性e/e所致。

## 外部連結
- Chestnut Horse Genetics, Information, & Photos
- "Horse coat color and Genetic Disorder Testing" （页面存档备份，存于） Animal Genetics Inc. new Gray Gene Testing for horses